# Péter Balázs

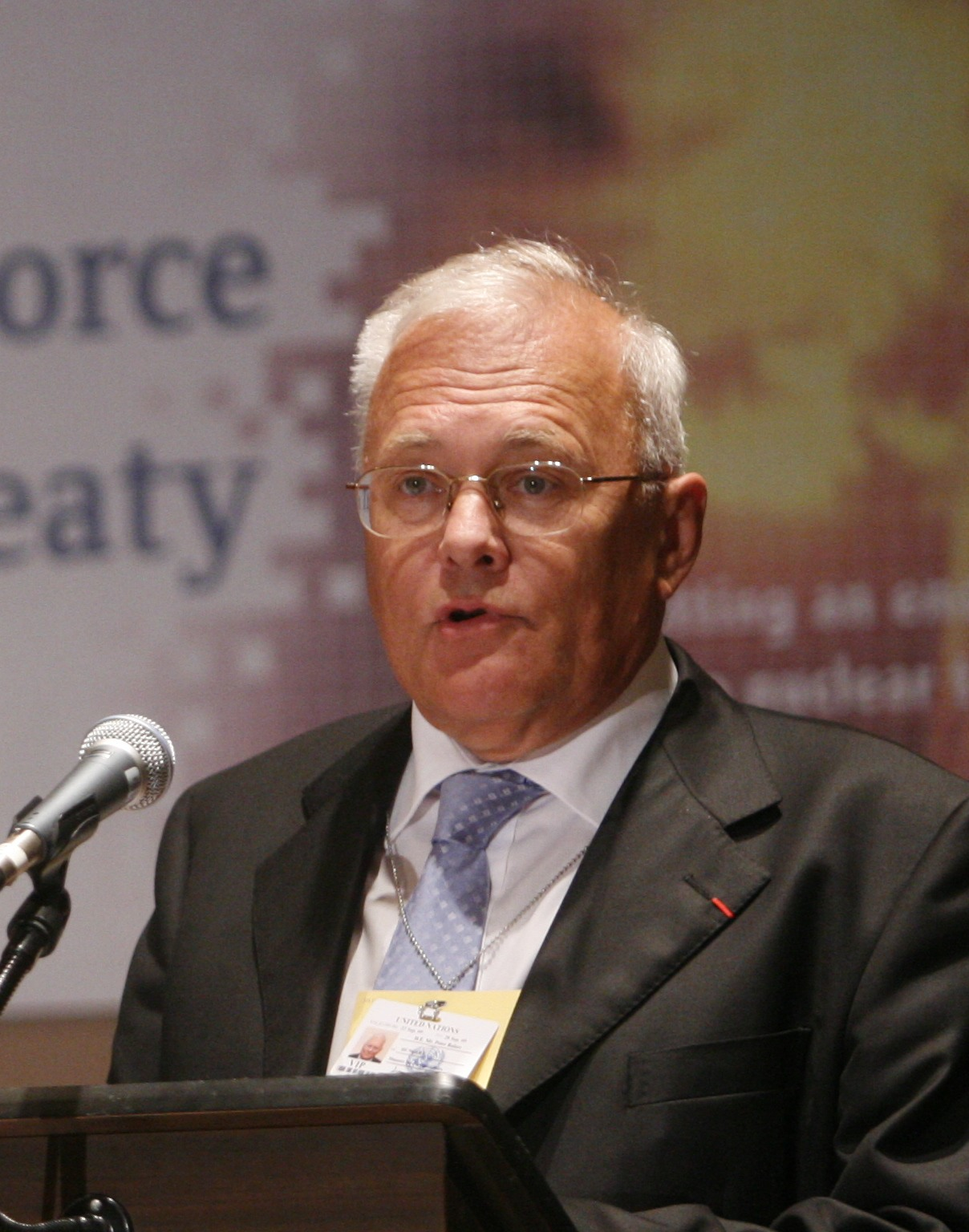
Balázs in 2009

Péter Balázs (Kecskemét, 5 december 1941) is een Hongaars politicus. Van mei 2004 tot november 2004 was hij Eurocommissaris in de Commissie onder leiding van Romano Prodi. In die functie hield hij zich samen met Michel Barnier en later met Jacques Barrot bezig met regionaal beleid. Later (2008) was hij actief als afgevaardigde van de Europese Commissie voor het Magistrale voor Europa-project, dat verband houdt met de inspanningen van de Europese Unie op het gebied van Transeuropese Netwerken. Balázs was specifiek belast met het het traject Parijs - Boedapest/Bratislava.
Tussen april 2009 en mei 2010 was Balázs minister van Buitenlandse Zaken in het Hongaarse kabinet van premier Gordon Bajnai.